# Ferapontov Kloster
Ferapontov Kloster (russisk: Ферапонтов Белозерский монастырь, tr. Ferapontov Belozerskij monastyr) i Vologda oblast i Rusland, betragtes som et af de fineste eksempler på russisk middelalderkunst, og blev i 2000 indskrevet i UNESCOs Verdensarvsliste.

## Historie
Klosteret blev grundlagt af Sankt Ferapont i 1398 i det ugæstfri nordlige Rusland, øst for Kirillo-Belozerskij Kloster, opkaldt efter munken Sankt Kirill af Beloozero (nu russisk: Белозе́рск, tr. Belozérsk). Klostrets berømmelse begyndte at sprede sig under Kirills discipel, Sankt Martinian, der senere blev abbed af klosteret Trotse-Sergijeva Lavra i 1447.
Selv efter Martinians død, blev hans kloster beskyttet og begunstiget af medlemmer af Ivan III's familie. Den ældste bygning, katedralen Jomfrufødselskirken (1490), blev bygget i sten for fyrsterne af Rostov. Dette bygningsværk er den bedst bevarede af de tre søsterkatedraler opført i 1490'erne i det nordlige Rusland. Alle indvendige vægge er beklædt med uvurderlige freskoer af den store middelalderlige maler Dionisius. Kirken er den sidste overlevende russiske middelalderkirke, hvor væggene er helt malede.
I løbet af 1530'erne blev der tilbygget et skatkammer, et refektorium, og den unikke Bebudelseskirke udstyret med et beffroi. På den tid nød klosteret særlige privilegier fra Ivan den Grusomme, og ejede omkring 60 landsbyer i nærheden. Zaren besøgte ofte klostret som pilgrim.
I Forvirringens tid blev klostret hærget af polsk-litauiske tropper. Under genopbygningen blev de sidste bygninger tilføjet til komplekset: den teltlignende Sankt Martinian kirke (1641), en forsvarskirke (1650), og et klokketårn (1680). Beffroiet (1638) siges at være det ældste i Rusland.
Da klostret gradvist mistede sin religiøse betydning, blev forvandlet til et sted for eksil for fremtrædende gejstlige, blandt andet patriarken Nikon. Klosteret blev nedlagt af kejser Paul i 1798, men geninviet som et kloster i 1904. Tyve år senere blev klosteret lukket af bolsjevikkerne og omdannet til et museum i 1975. Museet er en del af Russky Sever Nationalpark (~ Russisk Nord Nationalpark) siden 1991.
Fra januar 2013 er billeder af klosteret og område tilgængelige via Google Street View.